# Валле-Віста (Техас)
Валле-Віста (англ. Valle Vista) — переписна місцевість (CDP) в США, в окрузі Старр штату Техас. Населення — 545 осіб (2020).

## Географія
Валле-Віста розташований за координатами 26°18′58″ пн. ш. 98°39′17″ зх. д. / 26.31611° пн. ш. 98.65472° зх. д. (26.316046, -98.654655).  За даними Бюро перепису населення США в 2010 році переписна місцевість мала площу 0,21 км², уся площа — суходіл.

## Демографія
Згідно з переписом 2010 року, у переписній місцевості мешкало 469 осіб у 113 домогосподарствах у складі 108 родин. Густота населення становила 2261 особа/км².  Було 126 помешкань (608/км²).
Расовий склад населення:
| - 88,7 % — білих - 0,2 % — азіатів - 10,9 % — осіб інших рас |

До двох чи більше рас належало 0,2 %. Частка іспаномовних становила 100,0 % від усіх жителів.
За віковим діапазоном населення розподілялося таким чином: 36,7 % — особи молодші 18 років, 57,1 % — особи у віці 18—64 років, 6,2 % — особи у віці 65 років та старші. Медіана віку мешканця становила 26,8 року. На 100 осіб жіночої статі у переписній місцевості припадало 97,1 чоловіків;  на 100 жінок у віці від 18 років та старших — 96,7 чоловіків також старших 18 років.
Цивільне працевлаштоване населення становило 112 осіб. Основні галузі зайнятості: публічна адміністрація — 24,1 %, сільське господарство, лісництво, риболовля — 23,2 %, будівництво — 21,4 %, освіта, охорона здоров'я та соціальна допомога — 19,6 %.